# Maurice Kendall
Maurice George Kendall, FBA (Kettering, Northamptonshire, 6 de septiembre de 1907 – 29 de marzo de 1983) fue un matemático inglés. Es conocido por su contribución a la estadística. El coeficiente de correlación tau de Kendall recibe este nombre en su honor.
En 1938 y 1939 trabajó, junto con Bernard Babington-Smith, en la generación de números aleatorios. Para ello desarrollaron uno de los primeros dispositivos mecánicos que producían dígitos aleatorios. También formularon una serie de test para comprobar si una serie de dígitos dada puede considerarse como aleatoria. En 1939 publicaron una colección de 100.000 dígitos aleatorios. Esta duplicaba la publicada por L. H. C. Tippett en 1927, y fue ampliamente usada hasta la publicación por parte de la RAND Corporation de un millón de dígitos aleatorios en 1955.